# Moseby (Odsherred)
Moseby is een plaats in de Deense regio Seeland, gemeente Odsherred. De plaats telt 321 inwoners (2008).